# 田村哲樹
田村 哲樹（たむら てつき、1970年 - ）は、日本の政治学者。名古屋大学大学院法学研究科教授。政治理論、熟議民主主義。

## 略歴
高知県生まれ。修道高等学校を経て、名古屋大学法学部卒業、名古屋大学大学院法学研究科博士後期課程修了（指導教官は小野耕二）。博士論文のタイトルは、「国家・社会関係の変容 -クラウス・オッフェの政治理論」。2010年4月から現職。

## 著書
- 『政治理論とフェミニズムの間―国家・社会・家族』昭和堂, 2009年
- 『熟議の理由―民主主義の政治理論』勁草書房, 2008年
- 『国家・政治・市民社会―クラウス・オッフェの政治理論』青木書店, 2002年

### 編著
- 『模索する政治―代表制民主主義と福祉国家のゆくえ』田村哲樹・堀江孝司編、ナカニシヤ出版, 2011年
- 『語る―－熟議/対話の政治学』田村哲樹編、風行社, 2010年
- 『ポジティブ・アクションの可能性―男女共同参画社会の制度デザインのために』田村哲樹・金井篤子編、ナカニシヤ出版, 2007年